# Southern pine
Southern pine (Nederland) of Southern yellow pine is een houtsoort afkomstig van verschillende soorten dennen die voorkomen in het zuiden en oosten van de Verenigde Staten, in het bijzonder de staten Louisiana en Mississippi. Het betreft vooral Pinus echinata, Pinus elliotii, Pinus palustris (Moerasden), en Pinus taeda. 
Het rechtdradige hout heeft licht geelbruin kernhout en witachtig geel spinthout. 
Het hout wordt gebruikt voor binnenschrijnwerk zoals meubels, vloeren en trappen. Daarnaast ook voor rolluiken en deuren. 
Bij bewerken kan een deel hars blijven kleven en soms is ontvetten nodig.  
Deze houtsoort wordt vaak gebruikt voor houten achtbanen. Joris en de Draak in de Efteling is daar een voorbeeld van. 